# Challenge de France de baseball 2012
Navigation
2011 2013
Le Challenge de France de baseball 2012 est la 9e édition de cette compétition réunissant les 8 équipes participant au championnat de France de Division 1.
Il est qualificatif pour la Coupe d'Europe et se déroule à Sénart et Montigny-le-Bretonneux. Le nouveau terrain des Templiers de Sénart, le Stade des Templiers, a été inauguré lors du premier match de la compétition.
L’édition 2012 est remportée par les Huskies de Rouen qui conservent leur titre avec une victoire 4-0 en finale face aux Lions de Savigny-sur-Orge.

## Formule de la compétition
La compétition se déroule en deux phases.
Dans la 1re partie, les équipes sont réparties en deux poules de quatre. Chaque équipe affronte les 3 autres de sa poule. 
En phase finale, les deux vainqueurs de poule se retrouvent en finale pour se disputer le titre.

## Équipes participantes
Ce sont les 8 équipes de la Division 1 2012. Elles sont réparties de la façon suivante:
| Equipe     | Ville       |
| ---------- | ----------- |
| Chevaliers | Beaucaire   |
| Barracudas | Montpellier |
| Panthères  | Pessac      |
| Templiers  | Sénart      |

| Equipe  | Ville            |
| ------- | ---------------- |
| PUC     | Paris            |
| Huskies | Rouen            |
| Lions   | Savigny-sur-Orge |
| Tigers  | Toulouse         |

## Phase de poule

### Poule A
| Date   | Heure | Lieu            | Recevant    | Visiteur    | Score  |
| ------ | ----- | --------------- | ----------- | ----------- | ------ |
| 16 mai | 19:30 | Stade de Sénart | Sénart      | Montpellier | 4 - 13 |
| 17 mai | 11:00 | Stade de Sénart | Pessac      | Beaucaire   | 6 - 0  |
| 17 mai | 15:00 | Stade de Sénart | Montpellier | Beaucaire   | 3 - 2  |
| 17 mai | 19:00 | Stade de Sénart | Sénart      | Pessac      | 11 - 1 |
| 18 mai | 14:00 | Stade de Sénart | Montpellier | Pessac      | 12 - 2 |
| 18 mai | 19:00 | Stade de Sénart | Beaucaire   | Sénart      | 2 - 12 |

| Pl. | Équipe      | J | V | D | %     |
| --- | ----------- | - | - | - | ----- |
| 1   | Montpellier | 3 | 3 | 0 | 1,000 |
| 2   | Sénart      | 3 | 2 | 1 | 0,667 |
| 3   | Pessac      | 3 | 1 | 2 | 0,333 |
| 4   | Beaucaire   | 3 | 0 | 3 | 0,000 |

### Poule B
| Date   | Heure | Lieu                | Recevant | Visiteur | Score  |
| ------ | ----- | ------------------- | -------- | -------- | ------ |
| 17 mai | 10:00 | Stade Jean Maréchal | Rouen    | Toulouse | 3 - 1  |
| 17 mai | 14:00 | Stade Jean Maréchal | Toulouse | Savigny  | 4 - 6  |
| 17 mai | 18:00 | Stade Jean Maréchal | Savigny  | PUC      | 11 - 3 |
| 18 mai | 10:00 | Stade Jean Maréchal | PUC      | Toulouse | 9 - 2  |
| 18 mai | 14:00 | Stade Jean Maréchal | PUC      | Rouen    | 0 - 14 |
| 18 mai | 18:00 | Stade Jean Maréchal | Rouen    | Savigny  | 11 - 8 |

| Pl. | Équipe           | J | V | D | %     |
| --- | ---------------- | - | - | - | ----- |
| 1   | Rouen            | 3 | 3 | 0 | 1,000 |
| 2   | Savigny-sur-Orge | 3 | 2 | 1 | 0,667 |
| 3   | PUC Paris        | 3 | 1 | 2 | 0,333 |
| 4   | Toulouse         | 3 | 0 | 3 | 0,000 |

## Phase finale
| Date   | Heure | Lieu            | Match         | Recevant    | Visiteur         | Score  |
| ------ | ----- | --------------- | ------------- | ----------- | ---------------- | ------ |
| 19 mai | 14:00 | Stade de Sénart | 1/2 n°1       | Sénart      | Rouen            | 1 - 8  |
| 19 mai | 19:00 | Stade de Sénart | 1/2 n°2       | Montpellier | Savigny-sur-Orge | 2 - 10 |
| 20 mai | 10:00 | Stade de Sénart | Petite-finale | Sénart      | Montpellier      | 0 - 2  |
| 20 mai | 14:00 | Stade de Sénart | Finale        | Rouen       | Savigny-sur-Orge | 4 - 0  |

## Classement Final
| Pl. | Équipe           |
| --- | ---------------- |
| 1er | Rouen            |
| 2e  | Savigny-sur-Orge |
| 3e  | Montpellier      |
| 4   | Sénart           |
| =5  | Toulouse         |
| =5  | PUC Paris        |
| =5  | Pessac           |
| =5  | Beaucaire        |

## Récompenses individuelles
Voici les joueurs récompensés à l'issue de la compétition:
- Meilleur Frappeur : Pierrick Lemestre (Savigny-sur-Orge)
- Meilleur Lanceur : James Murrey (PUC)
- MVP : Chris Mezger (Rouen)